# Procés de romanització
La romanització és el procés pel qual els pobles indígenes adoptaven, de grat o per força, la llengua i la cultura de Roma un cop conquerits. Amb més precisió, hom pot distingir la romanització, com a adopció de les formes culturals romanes, i la llatinització, que seria l'adopció de la llengua llatina. La romanització és sempre un procés gradual, que es dilata més o menys en el temps segons la resistència a l'aculturació de la població indígena.
La romanització dels territoris de futura parla catalana va començar el 218 aC en el marc de la Segona Guerra Púnica per Empúries. Les primeres incursions romanes eren purament militars però es recompensava els aliats locals amb terres i privilegis, motiu pel qual molts nobles autòctons van començar a adoptar els costums dels conqueridors i a implantar-los als seus dominis. La fragmentació local va ajudar a l'extensió de les normes romanes, recolzades per una economia forta i l'exèrcit, fins que es va crear la província de Tarraconense i els seus habitants van ser reconeguts com a ciutadans romans.

## Àrea catalana
El romà Corneli Escipió va desembarcar a Empúries durant la Segona Guerra Púnica (219 aC-201 aC) amb l'objectiu d'impedir l'avançament de l'exèrcit cartaginès vers la península Itàlica. Amb la seva arribada començava un llarg període d'hegemonia política de Roma, una petita ciutat estat de la península Itàlica. Roma, un cop alliberada del control etrusc, va desenvolupar dots especials per a la guerra i es va endur els beneficis que se'n derivaven. En conflicte quasi permanent amb les tribus veïnes, Roma no va tardar gaire a topar amb les colònies gregues del sud d'Itàlia i, més tard, amb Cartago, i es va convertir en el primer imperi sorgit a l'Occident europeu. En comparació amb les cultures orientals, l'Occident era un territori marginal, ‘subdesenvolupat': una àrea de colonització, tasca que van emprendre els romans.
La conquesta romana, en territori de l'actual Catalunya, es va allargar fins a l'any 195 aC, en què els ilergets, comandats per Indíbil i Mandoni, es van rendir a l'exèrcit ocupant. Els romans derruïen les viles i poblats que es resistien a la seva força i aplicaven tot seguit un onerós sistema de càrregues fiscals. Va ser així com, entre mitjans del segle i aC i mitjans del segle i, els indígenes de Catalunya van perdre la pròpia identitat per assimilar-se a la romana.
Després de la conquesta militar, es va iniciar el procés colonitzador que va afectar tota la Península. Per una banda s'exercia la repressió i per l'altra es reconeixien els drets de les comunitats ibèriques contra els abusos dels governadors. Primer a cabdills i després a certes comunitats, es va concedir gradualment la ciutadania llatina i, en escasses ocasions, la romana, ja que aquesta significava una millora substancial de les categories jurídiques i polítiques.
Una de les vies de romanització va ser el reclutament d'indígenes per als exèrcits romans, que significava l'accés a un millor estatus. La participació d'hispans a les guerres civils entre els anys 82 i 31 aC és un exemple de la implicació en els assumptes romans, la qual cosa va determinar la formació de clienteles polítiques vinculades a personatges poderosos de la vida romana, desvinculant-se alhora dels seus orígens ètnics i culturals. Per altra banda, els matrimonis mixtos també van contribuir a aquest procés.
Els romans van estructurar el territori parcel·lant acuradament la terra ocupada pels colons i implementant una xarxa de ciutats a distàncies no superiors a cinquanta quilòmetres. Van crear la primera xarxa de comunicacions del país, que comprenia la construcció de calçades, ponts i aqüeductes, que van unir les principals ciutats de l'imperi. La Via Augusta travessava tot el territori català i unia Roma amb Gades (Cadis). La famosa via romana recorria el pas del Pertús i Gerunda i a Hostalric es bifurcava en dues vies: la de la costa, que passava per Iluro i Bètulo i arribava a Bàrcino, i la de l'interior, que travessava el Vallès i es retrobava a Martorell amb la ruta de la costa per continuar fins a Tàrraco i Dertosa. Després travessava l'Ebre i continuava cap al sud. També es van fer vies secundàries que van unir Ilerda amb Bàrcino i Tarraco, respectivament. Aquestes infraestructures van permetre intensificar el comerç i consegüentment l'activitat productiva. L'avenç en l'economia beneficiava no tan sols les classes romanes dirigents sinó també les comunitats ibèriques.
Els escenaris de la romanització van ser diversos. El més rellevant va ser la ciutat de Tàrraco, fundada el 218 aC quan Gneu Corneli Escipió Calb hi va instal·lar un primer campament militar. Tarragona, amb una superfície de vuitanta-cinc hectàrees, va ser emmurallada a finals del segle iii aC. Cèsar li va atorgar el títol de colònia i l'any 27 aC August li va donar categoria de capital de província imperial, la Tarraconense, que va passar a substituir l'antiga Hispània Citerior. Com a ciutat imperial, Tàrraco va ser dotada de circ, teatre i amfiteatre i s'hi va construir el primer temple dedicat al príncep August, que hi va residir entre els anys 26 i 25 aC i hi va fomentar, així, el culte imperial. La Roma republicana va donar pas, després de les guerres civils sagnants, a un règim polític nou: el Principat. Així doncs, a finals del segle i aC, Hispània estava pràcticament romanitzada: la llengua, l'escriptura i les formes de vida dels seus pobles s'havien transformat i havien assimilat, a grans trets, l'art, les pràctiques religioses i les concepcions de vida d'altres regions de l'imperi.
Dins el territori català, la segona ciutat romana en importància va ser Empúries, amb una superfície de vint-i-una hectàrees, al costat de la precedent ciutat grega, a partir de l'assentament del campament militar de Marc Porci Cató Censorí l'any 199 aC. Empúries, però, allunyada de les principals vies romanes, va decaure a partir del segle ii, mentre que Bàrcino, l'actual Barcelona, ja al segle iii progressava de manera extraordinària.
Ciutats més petites que les anteriorment esmentades fundades pels romans cap a l'any 100 aC van ser Gerunda (Girona) i Bètulo (Badalona) amb onze hectàrees, Iluro (Mataró), Iesso (Guissona) i Aeso (Isona). Lleida, la Ilerda romana, va créixer a partir de l'antiga ciutat ibèrica i va rebre el títol de ‘municipium' a finals del segle i aC. En aquest mateix període es van fundar Dertosa (Tortosa) i la ja esmentada Bàrcino (Barcelona), ambdues emmurallades.
Les transformacions econòmiques que va experimentar el territori responien principalment a un nou règim de treball, l'esclavitud, així com a la diversitat i intensificació de la producció, més que no pas a l'entrada de noves tècniques de treball. Des del segle ii aC fins al segle I es va generar i consolidar aquest règim de treball esclau. A Catalunya, l'esclavitud, com la producció o l'intercanvi, es va ajustar a les potencialitats naturals i a les capacitats d'explotació del món romà. A Catalunya predominaven les ‘villae', residències luxoses dels grans senyors que actuaven com a centres de petita i mitjana explotació –tant agrària com manufacturera– i on es conreaven cereals, oli i vinya, amb la consegüent elaboració de vi i fruites, productes que els servien per a la comercialització. Es té constància que el vi català era molt preuat a Roma, on era transportat per vaixells dins de grans àmfores. Testimonis d'aquestes ‘villae' els tenim a Altafulla (els Munts), Mataró (Torre Llauder) o Constantí (Centcelles). Moltes d'aquestes vil·les rústiques van ser un precedent llunyà de les cases de pagès actuals.
A partir del segle iii, l'imperi romà es va veure afectat per una gran crisi tant interna com externa. Per una banda, les dissensions polítiques internes i, per l'altra, la constant escomesa dels anomenats pobles bàrbars, que pressionaven les fronteres (‘limes') de l'imperi, van provocar revoltes populars, van afectar el territori i van marginar ciutats com Empúries, que van perdre importància econòmica. Tarragona va ser saquejada pels francs l'any 260. Ja al segle iv, les invasions dels pobles bàrbars van crear una gran divisió a Europa i van ser el fruit dels futurs estats nacionals de l'edat mitjana.
A mitjans del segle iii van sorgir diverses comunitats cristianes. Abans que l'emperador Constantí legalitzés la pràctica del cristianisme (edicte de Milà del 313), les persecucions i assassinats dels seguidors de la nova religió van ser perpetrats per ordre de diferents emperadors. Com a màrtirs cristians, destaquen sant Feliu a Girona, sant Fruitós a Tarragona (259) o sant Cugat i santa Eulàlia a Barcelona.
Roma, amb la conquesta de l'imperi occidental al voltant de la Mediterrània fins a arribar a Britànnia, la Gàl·lia i el límit fluvial que configurava el Rin, unit a través d'una excel·lent xarxa de vies de comunicació, va desenvolupar una veritable cultura de masses, producte tant del predomini de la llengua llatina com de la introducció de sistemes legislatius, de la moneda unificada encunyada a Roma i del paper polític assolit pels circs, teatres i amfiteatres, que van unificar les formes de vida i de pensament. Va reforçar aquest procés d'integració la presència d'unes institucions polítiques comunes. Aquest procés, conegut per romanització, és essencialment un fenomen occidental. La romanització de l'Orient, en canvi, se centra en dos aspectes ben diferents: l'adopció del corpus jurídic romà –la gran creació intel·lectual de Roma– i la follia dels espectacles públics sanguinaris.
El paper que juga Hispània en aquesta història és paral·lel al seu propi pes econòmic i polític. Per a Roma, tot territori conquerit esdevenia territori d'espoliació: homes i dones (com a força de treball esclau), terres i botí. Per això, les províncies orientals van determinar que Hispània, en general, quedés relegada a un segon pla respecte d'aquestes províncies. Cal tenir també en compte que aquesta és una història que presenta una doble cara: al conqueridor romà se li oposa el conquerit i tot procés de romanització comporta un altre procés, el de la desaparició del substrat cultural indígena.